# Conostigmus formiceti
Conostigmus formiceti (лат.) — вид наездников из семейства Megaspilidae отряда Перепончатокрылые насекомые.

## Описание
Церафроноидные наездники длиной 1,6—1,9 мм. Простые глазки (оцеллии) располагаются в тупоугольном треугольнике. Жгутики антенн самцов нитевидные. Мезоплевры со стернаулями, парапсидальные борозды прямые, крылья затемнённые. Встречаются как свободноживущие формы, так и мирмекофильные, найденные в муравейниках Formica rufa, Formica pratensis, Lasius brunneus, Lasius fuliginosus.